# Leucophora sericea
Leucophora sericea är en tvåvingeart som beskrevs av Jean-Baptiste Robineau-Desvoidy 1830. Leucophora sericea ingår i släktet Leucophora och familjen blomsterflugor. Arten är reproducerande i Sverige. Inga underarter finns listade i Catalogue of Life.